# Sky Captain and the World of Tomorrow
Sky Captain and the World of Tomorrow è un film del 2004 diretto da Kerry Conran.
Film di fantascienza sceneggiato dallo stesso regista, con Jude Law in veste di protagonista e produttore.

## Trama
Ambientato nel 1939, in una retrofuturistica realtà alternativa in stile dieselpunk, il film si apre con il dirigibile Hindenburg III che vola nei cieli innevati di New York approdando sulla cima dell'Empire State Building. Dal mezzo scende un nervoso scienziato tedesco, il Dottor Jorge Vargas, il quale ordina a un facchino di consegnare un pacco contenente due fiale misteriose al Dr. Walter Jennings, prima di scomparire nel nulla. Nei giorni seguenti vengono riportati i rapimenti di svariati scienziati e uomini dall'intelletto elevato in tutto il mondo.
La temeraria Polly Perkins, reporter newyorkese del quotidiano The Chronicle, indaga sulla scomparsa del Dr. Vargas e di altri cinque brillanti scienziati. Un giorno ella riceve un libro di matematica con un messaggio anonimo allegato che le intima di recarsi al Radio City Music Hall. Ignorando gli avvertimenti di Morris Paley, il suo editore, di non andare per evitare guai, Polly va al cinema e incontra il Dr. Jennings mentre in sala viene proiettato Il Mago di Oz. Lo studioso si confida a lei preoccupato dicendo che il fantomatico Dottor Totenkopf sta arrivando per catturarlo. Improvvisamente i due sono costretti a scappare quando New York viene attaccata da giganteschi robot volanti. La polizia chiama in aiuto Joe Sullivan, asso dell'aviazione noto con il nomignolo di "Sky Captain", il quale interviene a bordo del suo aereo da caccia e riesce ad abbattere uno dei robot, mentre gli altri volano via dopo aver sottratto uno dei generatori elettrici di Manhattan.
Nei giorni seguenti i giornali di tutto il mondo riportano altri incidenti simili all'assalto dei robot giganti, dove varie miniere e impianti dell'energia sono stati manomessi e danneggiati. Il robot abbattuto da Joe viene trasportato alla base aerea per essere esaminato da Dex Dearborn, un giovane e brillante inventore amante dei fumetti e amico di Joe. Polly giunge sul posto sperando di ricavare informazioni per il suo nuovo articolo. Joe e Polly in precedenza erano stati innamorati, ma si erano separati anni prima in Cina, quando Joe l'aveva lasciata per unirsi alle Tigri Volanti, quindi Joe le permette di seguire il caso insieme a lui. I due così si recano al laboratorio del Dr. Jennings, dove lo trovano in punto di morte, ucciso da una donna misteriosa che riesce a scappare. Prima di spirare, Jennings consegna a Polly le due fiale dategli dal Dr. Vargas, dicendole di tenerle nascoste perché sono cruciali per i piani di Totenkopf. Tornati alla base aeronautica, vengono improvvisamente attaccati da droni ornicotteri. Joe riesce ad abbatterne alcuni mentre Dex riesce a rintracciare l'origine del segnale di controllo dei droni, ma viene rapito dai robot, guidati dall'assassina di Jennings.
Tornati alla base distrutta, Joe e Polly trovano un pezzo di mappa lasciato da Dex, dove questi ha evidenziato che la posizione della sorgente del misterioso segnale che controlla le macchine si trova nel Nepal. I due si recano così sulle cime dell'Himalaya, dove scoprono un avamposto minerario abbandonato e incontrano Kaji, un vecchio amico di Joe. Però le due guide locali che accompagnavano Kaji si rivelano essere agenti della misteriosa donna che ha ucciso il Dr. Jennings, quindi prendono le due fiale da Polly e rinchiudono lei e Joe in una stanza piena di esplosivi, ma vengono salvati in tempo da Kaji. I tre, rimasti privi di sensi dall'esplosione, si risvegliano nella mitica Shangri-La. I monaci tibetani della città raccontano che Totenkopf ha schiavizzato parte del loro popolo, obbligandoli a lavorare nelle sue miniere di uranio dove, la maggioranza, è rimasta vittima delle radiazioni. Joe e Polly incontrano l'ultimo sopravvissuto, sul letto di morte perché gravemente contaminato, che dona a loro un manufatto in grado di scoprire il punto esatto dove poter trovare la base di Totenkopf, che si trova su un'isola sconosciuta e non segnata sulle carte.
Mentre volano verso l'isola però, l'aereo di Joe è a corto di carburante, quindi sono costretti ad atterrare nella stazione aeronautica volante segreta Manta, della Royal Navy, per fare rifornimento. Qui Polly fa conoscenza con Francesca "Franky" Cook, forte soldatessa al comando della Manta nonché ex fiamma di Joe che l'ha incontrata a Nanchino durante la prima guerra mondiale. Anche gli uomini al servizio di Franky hanno localizzato l'isola misteriosa di Totenkopf, ed ella decide di aiutare Joe nell'infiltrarsi nella base dello scienziato dopo aver appreso che Dex è stato rapito dai suoi biechi emissari. Joe, Polly e Franky, al comando di uno squadrone speciale di aerei anfibi capaci di immergersi sott'acqua, cercano di approdare sull'isola attraverso l'unico modo possibile e cioè per mezzo di un passaggio sottomarino che però si rivela ben protetto da robot subacquei corazzati che attaccano lanciando potenti siluri. Nello scontro che segue, Franky, pur di permettere a Joe e a Polly di proseguire, sacrifica il proprio mezzo per attirare i siluri a guida magnetica dirigendoli verso i robot stessi per poi tornare alla Manta sganciandosi e volando con un jetpack.
Polly e Joe riemergono in un lago interno dell'isola misteriosa, dove scoprono che è abitata da strane creature simili a dinosauri. In seguito vengono attaccati da una creatura volante e i due fuggono fino a quando non trovano un passaggio che li conduce all'interno di una base segreta dove scoprono che numerosi droni robot sono intenti a preparare il lancio di un enorme razzo spaziale ove sono immagazzinate moltissime specie di animali e piante comprese le misteriose fiale sottratte a Polly. I due vengono scoperti dai robot e dalla donna misteriosa, ma sono tratti in salvo da Dex che li conduce dagli altri scienziati rapiti.
Dex e gli scienziati spiegano a Joe e Polly che Totenkopf ha pianificato la distruzione di ogni forma di vita sulla Terra per poi ripopolarla facendo tornare dallo spazio il razzo con il suo carico specie animali, come accadde con l'Arca di Noè. Gli scienziati svelano che le fiale contengono il materiale genetico per un maschio e una femmina umani, i nuovi Adamo ed Eva, destinati a ricreare un'umanità migliore, in quello che Totenkopf chiama "il mondo di domani". Nel tentativo di penetrare nei quartieri privati di Totenkopf uno degli scienziati viene fulminato da un sistema di sicurezza. Dex disattiva il meccanismo e così il gruppo riesce ad entrare in quello che rivelerà essere lo studio privato di Totenkopf, dove scoprono che egli è morto da più di vent'anni. Su una poltrona da cui si può vedere il sito di lancio del razzo/arca si trova ancora il corpo mummificato dello scienziato, che in una mano stringe un biglietto con sopra scritto: "Perdonatemi" (in inglese "forgive me").
I protagonisti capiscono così che in realtà le sue stesse macchine hanno proseguito e portato a termine il lavoro anche senza di lui. Nel momento in cui il razzo raggiungerà i cento chilometri di quota, la Terra verrà incenerita quindi, non potendo impedirne la partenza, Joe decide di entrarvi per distruggerlo dall'interno. Convinto che si tratti di una missione senza ritorno, decide di andare da solo, ma Polly insiste per volerlo aiutare. Di tutta risposta Joe, dopo averla baciata, le fa perdere i sensi con un pugno e chiede a Dex e agli scienziati di portarla in salvo con loro, ma prima che Dex e gli altri abbandonino l'isola Polly si risveglia, raggiunge Joe e lo salva dalla donna misteriosa, sorprendendola alle spalle, per poi rendere all'uomo il pugno ricevuto poco prima. I due entrano nel razzo in tempo prima della partenza, ma vengono di nuovo attaccati dalla rediviva Donna misteriosa, rivelatasi un androide. Joe riesce ad eliminarla definitivamente, colpendola con la sua stessa arma elettrica che quindi usa per manomettere l'intero razzo. L'arca esplode senza polverizzare la popolazione mondiale e Joe e Polly si salvano atterrando con un altro guscio di salvataggio assieme a tutti gli animali.

## Produzione
La pellicola è nata dalla passione e dall'ostinazione dello sceneggiatore e regista, che prima di potersi avvalere dei mezzi degni di una vera produzione cinematografica aveva cominciato a "crearselo da solo", lavorando per quattro anni con il suo computer Apple per girare sei minuti di film in grafica computerizzata. Interamente realizzato in Gran Bretagna, iniziato come una produzione indipendente, il film ha attirato capitali internazionali.
Il film è stato interamente girato su sfondo blu e, a parte gli attori, tutto è aggiunto in grafica computerizzata in fase di postproduzione. Tra gli interpreti figura anche il grande attore scomparso Laurence Olivier, "resuscitato" grazie all'utilizzo dell'attore virtuale e delle moderne tecnologie degli effetti speciali (la sua voce e alcuni spezzoni dell'attore da giovane sono stati riutilizzati per dare vita al misterioso personaggio del Dr. Totenkopf).

## Accoglienza
Il film ha ricevuto un'accoglienza critica generalmente positiva. Su Rotten Tomatoes il film detiene il voto del 72% di critica positiva.
Roger Ebert assegnò al film un voto di 4 stelle su 4 scrivendo: "La sfrenata energia e gioia di questo film mi ha ricordato la prima volta che ho visto I predatori dell'arca perduta. È come un film che è fuoriuscito direttamente dall'immaginazione per passare allo schermo, senza dover affrontare la realtà lungo la strada."
Nella sua recensione per il Chicago Reader, J.R. Jones scrisse: "Questo primo lungometraggio di Kerry Conran è un trionfo non solo per la sua maestria tecnica, ma per il suo buon gusto."
Non tutte le recensioni sono state positive, come ad esempio il critico Stephen Holden del The New York Times, il quale, pur apprezzando gli omaggi ai film d'epoca, disse: "Le variazioni monocromatiche sul seppia mantengono gli attori e le loro avventure ad una distanza estetica raffinata... A volte il film è difficile da guardare. E man mano l'azione accelera, la meraviglia del suo concetto visivo inizia a rilasciare troppi cliché fantascientifici."